# Die Andere Seite
Die Andere Seite ist eine fünfköpfige Band aus Berlin um den Sänger, Songwriter und Schauspieler Tom Schilling. Weitere Mitglieder sind Charis Karantzas, Leonard Eisenach, Christopher Colaço und Philipp Schaeper.

## Geschichte
Im Jahr 2017 veröffentlichte die Band das Album Vilnius unter dem Namen „Tom Schilling and the Jazz Kids“. Im Jahr 2022 kehrte die Band unter neuem Namen mit dem Album Epithymia zurück. Die Band ist beim Label Virgin Music unter Vertrag.
Im Jahr 2023 trat die Band erstmalig beim Wave-Gotik-Treffen in Leipzig auf.

## Diskografie
Studioalben
- 2017: Vilnius
- 2022: Epithymia

Singles
- 2015: Julie b/w Ballade von René
- 2022: Das Lied vom Ich
- 2022: Heller Schein
- 2022: Ballade vom Eisenofen